# Vekaria
Vekaria fou un estat tributari protegit de l'agència de Kathiawar, al prant de Sorath, presidència de Bombai.
Estava format per un sol poble amb un únic propietari tributari. La superfície és de 21 km² i la població el 1881 de 774 habitants. Els ingressos s'estimaven en 400 lliures i pagava un tribut de quasi sis lliures al Gaikwar de Baroda.